# Municipio de Temascalcingo
El municipio de Temascalcingo es uno de los 125 municipios del Estado de México. El nombre de Temascalcingo es de origen náhuatl y significa «Lugar del pequeño temazcal», mientras que en otomí el nombre de la población es Mätha.
Fue declarado Pueblo con Encanto por el Gobierno del Estado de México, en el mes de noviembre del 2008.

## Población
En 2010 contaba con una población de 62,695 habitantes, de los cuales 32,475 son mujeres y 30,220 son hombres.
TEMASCALCINGO: EL LUGAR DE LOS "BAÑOS DE VAPOR"
Adquiere su nombre por los “temascales” o baños de vapor a la usanza prehispánica. Es cierto que la naturaleza le obsequió a este municipio un magnífico manantial de aguas termales, llamado hoy “El Borbollón”. El tiempo le ha dado también construcciones magníficas, cabe aquí destacar la belleza de las ricas e importantes haciendas fundadas en el siglo XIX, una de las más recomendables es la de Solís, con sus vistas naturales. No hay que olvidar que es un pueblo agrícola de clima templado, sus cultivos de maíz, trigo y frutos como durazno, manzana y ciruelo hacen de él un paisaje de acuarela que se recorre con todos los sentidos. Te llevarás un buen recuerdo si lo visitas en invierno, cuando el lugar se inunda con el aroma de las flores de durazno.
Temascalcingo es uno de los municipios más bonitos y grandes del Estado de México y tiene mucha naturaleza como las mariposas monarcas que emigran cada invierno de Canadá a los estados de México y Michoacán y un hermoso parque llamado "José María Velasco" el cual está localizado al oriente de Temascalcingo dentro de una porción del Ejido La Corona. El parque cuenta con hermosa flora y fauna propia de la región y además el río Lerma atraviesa por el parque.
.

## Localización
El municipio de Temascalcingo se ubica hacia el extremo noroeste del Estado de México, sus límites son: por el norte, con el municipio de Acambay; por el sur, con los municipios de El Oro y Atlacomulco; y por el oeste, los estados de Querétaro y Michoacán.
Los pueblos de Temascalcingo, también cuentan con artesanías de gran interés como el barro y la cerámica de Santiago Coachochitlan, los viejos de Corpus a escala elaborados en corteza de maguey que se fabrican en La Magdalena Cruz Blanca, los Quesquemetls (prenda típica de la región bordada a mano con diseños principalmente de flores y aves) de San Francisco Tepeolulco o las Fajas y Canastas de vara de San Pedro Potla, en fin en todo el municipio se pueden encontrar diversa variedad de artesanías.

## Localidades
Destaca la cabecera municipal, Temascalcingo de José María Velasco, situada a los 19°54′53″ de latitud norte y los 100°0′13″ de longitud oeste del meridiano de Greenwich.
Aparte de esta existen, de acuerdo con el INEGI, otras 65 localidades que son:
Ahuacatitlán, Boshesda, Calderas, San Nicolás Solís, Cerritos de Cárdenas, Barrio de Corona, Guadalupe Ixtapa, La Huerta, Juanacatlán, La Magdalena Centro, La Magdalena Colonia, Mesa de Bañi, Mesa de Santiago, Pastores Primer Barrio, Puruahua, Pueblo Nuevo Solis, San Antonio Solis, San Francisco Solis, San Francisco Tepeolulco, San José Ixtapa, San José Solis, San Juanico el Alto, San Mateo el Viejo, San Miguel Solís, San Pedro el Alto, San Pedro Potla Centro, Santa Ana Yenshu Centro, Santa Lucía, Santa María Canchesda, Santa María Solís, Santa Rosa Solis, Santiago Coachochitlán, San Vicente Solís, Ex- Hacienda de Solís, El Tejocote, Santa Ana Yenshu Ejido, San Pedro Potla Segundo Barrio, San Pedro Potla Primer Barrio Ejido, San José los Reyes, El Rodeo, Cuadrilla, El Rancho, Barrio de Shelle, Estación Solís, El Garay, La Mesa del Venado, Pozo de las Palomas, San Juanico Centro, San Pedro Potla Tercer Barrio, Santa Ana Yenshu La Mesa, Los Pinos, El Rincón de las Amapolas, La Estanzuela, Ixtapa, Mesa de Bombaro, Mesa de los Garnica, Mogote de la Campana, Barrio las Peñas, Barrio Santa María Los Chamacueros, Tercer Barrio San Francisco Tepeolulco, Cruz Blanca, Santiago Coachochitlán, Barrio del Rincón, Barrio de Bachini, Pastores Segundo Barrio y San Pedro de la Loma.

## Área Natural

### Parque ecoturístico
- Parque Ecoturístico "Llano Frío"
- San Pedro el Alto
- El Borbollón Pese-Ndeje

Área Natural Protegida
Parque Estatal "José María Velasco"

## Cultural

### Museos
- El Puente Centro

### Casa de cultura
- Centro Regional de Cultura "José María Velasco"

### Bibliotecas
- Biblioteca Carlos Pellicer Cámara
- Biblioteca Ignacio Manuel Altamirano
- Biblioteca Lic. María Eugenia San Martin Camacho
- Biblioteca De Santa María Canchesda
- Biblioteca De Santiago Coachochitlán

### Teatros
- Teatro Municipal Ignacio López Tarso
- Teatro Jorge A. Chaparro

### Auditorio
- Auditorio Santa María Canchesda

### Iglesias
- Parroquia San Miguel Arcángel
- Gruta de la Virgen de Guadalupe
- Iglesia de Santa María Canchesda
- Iglesia de La Magdalena Cruz Blanca
- Iglesia de las Ánimas del Purgatorio
- Capilla del Calvario
- Iglesia de San Judas Tadeo
- Iglesia de San Pedro Potla 2° Barrio
- Capilla Sagrado Corazón de Jesús

### Sitios arqueológicos
- Pinturas Rupestres de Tzindo

### Construcción histórica
- Ex Seminario Menor de la Arquidiócesis de México
- Quiosco Centra

## Artesanía
Número de tipo de artesanías presente en el municipio: 
- Textiles
- Fibras vegetales
- Alfarería y cerámica

## Tradiciones
El día que se lleva a cabo la fiesta patronal es:
- El día 4 de Octubre San Francisco de Asís

Y su festival más importante es:
- Festival Cultural "José María Velasco" - Festival Internacional de Danza "Tierra del Sol"

### Danzas
- Danza de Los Concheros
- Danza de Las Pastoras
- Los Viejos de Corpus

## Deporte

### Centros deportivos
- Unidad Deportiva de Temascalcingo

### Número de medallistas y deportistas destacados
- María del Carmen Garduño Cervantes

### Personajes importantes
- Pinito Reynoso Bejarano

## Hidrografía
La corriente de agua más importante del municipio es el río Lerma, que actualmente se encuentra contaminado por las fábricas de la zona 

## Personas destacadas
- José María Velasco, pintor paisajista.
- Ildefonso Velasco, médico.